# Lespesia clavipalpis
Lespesia clavipalpis är en tvåvingeart som beskrevs av Thompson 1966. Lespesia clavipalpis ingår i släktet Lespesia och familjen parasitflugor. Inga underarter finns listade i Catalogue of Life.